# Ammobatoides okalii
Ammobatoides okalii là một loài Hymenoptera trong họ Apidae. Loài này được Kocourek mô tả khoa học năm 1990.